# Re Adriano
Il Re Adriano è un personaggio leggendario della città di Adria, famoso per le leggende del suo grande Carro d'Oro.
Alcune leggende confondono il Re Adriano con l'Imperatore Romano, ma essendo la fondazione della città di molto anteriore, è evidente che il personaggio risale a nuclei narrativi di gran lunga più antichi.

Il suo primo riferimento letterario è ad opera dello scrittore e drammaturgo Luigi Groto, che lo riporta col nome di Atrio (o Hatrio, nella grafia del tempo), fondatore e re di Adria. Luigi Groto parla inoltre del Carro d'Oro di Re Atrio ne Il Thesoro, dove si dice che il cimitero (oggi scomparso) della Chiesa della Tomba sia luogo di sepoltura di Re Atrio, e che da esso ogni estate, la Notte di San Giovanni, il Carro d'Oro ne emerga, trainato da due coppie di buoi, e guidato da un gigantesco carrettiere portatore di mazza:
Un ce ne cela dentro al cimiterio
Qui de la tomba, che era del Re Atrio.
Un Carro, e al carro son giunte due coppie
Di Buoi, e’l caratier, che’l regge, e siedevi
Sopra un gigante con una gravissima
Mazza in mano, ed è tutta questa fabrica
D'oro massiccio, e quella chiesa attornia
Tre volte ogni anno a le più folte tenebre
De la notte, la state a venti quattro di Giugno.
Del Carro d'Oro di Re Atrio, poi divenuto il Re Adriano, esistono varie leggende, sviluppatesi nel tempo e tramandate per tradizione orale, che raccontano di come esso venisse usato dal Re per attraversare le campagne lungo tunnel sotterranei, e di come il Carro sia ancora sepolto da qualche parte, sotto terra. Il Carro d'Oro rappresenta il passato glorioso di Re Atrio e della sua città, coerentemente con la connessione fra l'antico ruolo portuale e commerciale di Adria ed il Mare Adriatico.
La leggenda del Carro d'Oro si intreccia con la storia nel 1938, con lo straordinario ritrovamento della cosiddetta Tomba della Biga, oggi conservata presso il Museo Archeologico Nazionale di Adria, successivamente attribuita ad un principe celtico, ma di fatto alimentando la narrazione folclorica.
Più recentemente, la letteratura sul Re Adriano si è arricchita di racconti leggendari che lo collegano agli Gnomi Arcani del Polesine. Questi racconti narrano l'ascesa e l'apoteosi di Atrio, cresciuto e divenuto potente grazie alla sapienza degli Gnomi, e di come la sua caduta sia il fondamento al contempo del mito greco di Fetonte, e del personaggio mostruoso del Bombasìn, parte del folclore del Polesine e della Laguna Veneta. 